# Andrena strepera
Andrena strepera är en biart som beskrevs av Warncke 1975. Andrena strepera ingår i släktet sandbin, och familjen grävbin. Inga underarter finns listade i Catalogue of Life.